# Малішево (футбольний клуб)
Футбольний клуб «Малішево» або просто ФК «Малішево» (алб. Klubi Futbollistik Malisheva) — професіональний косовський футбольний клуб з міста Малішево. Команда виступає в суперлізі чемпіонату Косова.

## Історія
Клуб створений у 2016 році. Три сезони відіграв у третьому дивізіоні. З сезону 2019–20 команда виступала в другому дивізіоні після чого підвищилась до суперліги.
У сезоні 2024–25 команда вперше здобула бронзові нагороди чемпіонату та кваліфікувалась до Ліги конференцій.

## Стадіон
Домашнею ареною є стадіон «Ліман Гегай», який вміщує 1,800 глядачів.

## Виступи в єврокубках
| Сезон   | Змагання         | Раунд | Клуб                 | Вдома | На виїзді | Разом |
| ------- | ---------------- | ----- | -------------------- | ----- | --------- | ----- |
| 2024–25 | Ліга конференцій | 1КР   | Будучност            | 1–0   | 0–3       | 1–3   |
| 2025–26 | Ліга конференцій | 1КР   | Вікінгур (Рейк'явік) | 0–1   | 0–8       | 0–9   |